# قرون الرحم
إن قرون الرحم هي النقاط حيث التقاء الرحم وقناة فالوب. فهي واحدة من نقاط التعلق بين رباط الرحم المستدير (والآخر جبل العانة).
قرون الرحم تكون أكثر وضوحا في الحيوانات الأخرى (مثل الأبقار و القطط) مما هي في البشر. في القط ، زرع الجنين يحدث في واحد من اثنين من قرون الرحم ، وليس جسم الرحم نفسه.